# Bureau of Ships

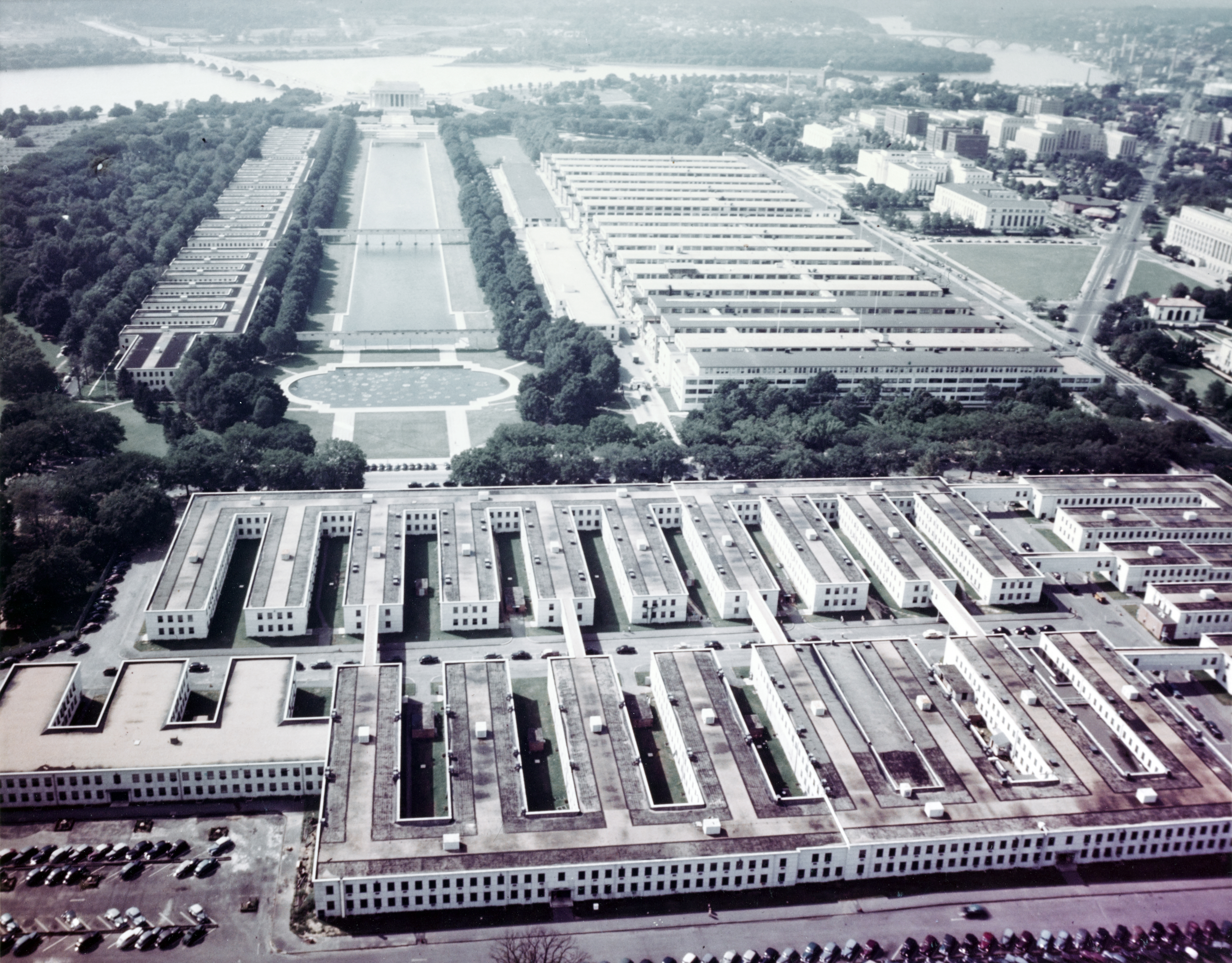
Kompleks budynków rządowych United States Navy, mieszczący m.in. siedzibę Bureau of Ships

Bureau of Ships (BuShips, z ang. dosłownie - Biuro Okrętów) – amerykańska agencja należąca do United States Navy zajmująca się nadzorowaniem budowy oraz napraw okrętów, utworzona przez Kongres 20 czerwca 1940 roku ustawą, która połączyła w funkcje Bureau of Construction and Repair oraz Bureau of Steam Engineering. Nowe biuro miało być kierowane przez dyrektora i jego zastępcę, jeden wybrany z korpusu inżynierii (Marine Engineer), a drugi z korpusu budowlanego (Naval Architect). Szef byłego Biura Inżynierii adm. Samuel M. Robinson, został mianowany pierwszym dyrektorem BuShips, a były szef Biura Budowy i Remontów, adm. Alexander H. Van Keuren, został wybrany jego zastępcą.
BuShips przestało istnieć na mocy postanowienia US DoD z 9 marca 1966 roku, wydanego w ramach generalnego przeglądu US Navy BuShips zostało zastąpione przez Ship Systems Command, a obecnie zadania wypełnia Naval Sea Systems Command (NAVSEA).

## Zadania
Do zadań biura należało m.in. nadzorowanie projektów budowy, przebudowy, zaopatrzenia, konserwacji i naprawy okrętów i innych jednostek dla marynarki, zarządzanie państwowymi stoczniami wojskowymi, zakładami naprawczymi, laboratoriami i stacjami brzegowymi, rozwój technologii paliw i smarów oraz prowadzenie operacji ratowniczych.